# Semautleten
Semautleten ist ein osttimoresischer Ort im Suco Leolima (Verwaltungsamt Balibo, Gemeinde Bobonaro). Er liegt in einer Meereshöhe von 279 m im Südosten der Aldeia Duaderoc, nördlich des Samoro (279 m) und südöstlich des Foho Beuno (464 m). Die etwa zwei Dutzend Häuser liegen mit größerem Abstand voneinander entlang einiger Pisten. Nach Norden führt eine Piste zum Ort Goubin, westlich liegt das Nachbardorf Quero. Östlich verläuft der Matenua, ein Zufluss des Nunura.
In Semautleten steht eine Kapelle.